# Scott Garland
≥
Scott Garland (Westbrook, 2 de julho de 1970) é um lutador de wrestling profissional norte-americano mais conhecido pelo ring name Scotty 2 Hotty, durante a época em que trabalhou para a WWE.

## Carreira
- World Wrestling Federation / Entertainment (1991-2007)
- Circuito independente (2007-presente)

## No wrestling
- Finisher e moves secundários
  - Diving DDT
  - Worm
  - Too Hot Drop (Pumphandle Suplex)
  - Arm drag
  - Belly to back suplex
  - Kip-up
  - Powerbomb
  - Scoop slam
  - Shuffle side kick
  - Skin the cat
  - Tornado DDT
  - Two-handed bulldog
- Apelidos
  - "Gigolo" Jeff Taylor
  - "Lightning" Scott Taylor
  - "Rocket" Scott Taylor
  - Scott "Too Hot" Taylor
- Tema de entrada
  - "Turn It Up" por Jim Johnston (WWF/E)

## Campeonatos e prêmios
- Coastal Championship Wrestling
  - CCW Heavyweight Championship (1 vez)
- Eastern Pro Wrestling
  - EPW Heavyweight Championship (1 vez)
  - EPW Tag Team Championship (1 vez)
- New England Wrestling Association
  - NEWA Heavyweight Championship (5 vezes)
  - NEWA Tag Team Championship (2 vezes) - com Steve Ramsey
- World Wrestling Federation / World Wrestling Entertainment
  - WWE Tag Team Championship (1 vez) - com Rikishi
  - WWF Light Heavyweight Championship (1 vez)
  - WWF Tag Team Championship (1 vez) - com Grandmaster Sexay